# Matt Bomer
Matt Bomer, celým jménem Matthew Staton Bomer (* 11. října 1977, Houston, Texas, USA) je americký herec. Proslavil se rolemi v televizním seriálu Ve službách FBI a Chuck. Za roli v televizním filmu Stejná srdce získal cenu Zlatý glóbus.

## Mládí a osobní život
Narodil se jako syn Sissi a Johna Bomerových v Houstonu (přesněji v obci Spring, která je pod správou města Houston). Chodil na Klein High School spolu se svým budoucím kolegou Lee Pacem. Oba hráli v houstonském divadle Alley Theatre. V roce 2001 promoval na Carnegieho–Mellonových univerzitě v Pittsburghu, v Pensylvánii.
Je otevřený gay. K homosexuální orientaci se veřejně přihlásil v únoru 2012, když při vyhlašovacím ceremoniálu Humanitárních cen Stevea Chase přebíral ocenění „New Generation Arts and Activism Award“ za svou činnost na poli boje proti HIV/AIDS. V děkovné řeči jmenoval partnera, hollywoodského publicistu Simona Hallse a tři společně vychovávané děti. Jde o tři syny: v dubnu 2014 šestiletá dvojčata Walkera a Henryho a o dva roky staršího Kita. S o 14 let starším Hallsem již v roce 2011 uzavřel sňatek, do médií se však zpráva o tom dostala až o tři roky později.
Rád hraje fotbal, baseball a tenis. Hraje také na kytaru. Přátelí se se svými středoškolskými spolužáky Lee Pacem a Lynnem Collinsem. Od roku 2003 žije v Los Angeles.

## Filmografie

### Film
| Rok  | Název                                   | Role                       |
| ---- | --------------------------------------- | -------------------------- |
| 2005 | Tajemný let                             | Eric                       |
| 2006 | Texaský masakr motorovou pilou: Počátek | Eric Hill                  |
| 2011 | Vyměřený čas                            | Henry Hamilton             |
| 2012 | Bez kalhot                              | Ken                        |
| 2013 | Neporazitelný Superman                  | Superman/Clark Kent (hlas) |
| 2014 | Stejná srdce                            | Felix Turner               |
| 2014 | Space Station 76                        | Ted                        |
| 2014 | Hunted: The War Against Gays in Russia  | Vypravěč                   |
| 2014 | Zimní příběh                            | mladý muž                  |
| 2015 | Bez kalhot XXL                          | Ken                        |
| 2016 | Správní chlapi                          | John Boy                   |
| 2016 | Sedm statečných                         | Matthew Cullen             |
| 2017 | Cesta divočinou                         | Cal                        |
| 2017 | Cokoli                                  | Freda Von Rhenburg         |
| 2018 | Jonathan                                | Ross Craine                |
| 2018 | Papi Chulo                              | Sean                       |
| 2018 | Viper Club                              | Sam                        |
| 2020 | Kluci z party                           | Donald                     |

### Televize
| Rok       | Název                             | Role                 | TV stanice  | Poznámky               |
| --------- | --------------------------------- | -------------------- | ----------- | ---------------------- |
| 2000      | All My Children                   | Ian Kipling          | ABC         | díl: 7485              |
| 2001–2003 | U nás ve Springfieldu             | Ben Reade            | CBS         | hlavní postava         |
| 2002      | Relic Hunter                      | řidič                |             | díl: „Fire in the Sky“ |
| 2003–2004 | Volání mrtvých                    | Luc Johnston         | Fox         | 14 dílů                |
| 2004      | North Shore                       | Ross                 | FOX         | díl: „Bellport“        |
| 2006      | Amy Coyne                         | Case                 | FOX         | pilotní díl            |
| 2007      | Traveler                          | Jay Burchell         | ABC         | hlavní role, 8 dílů    |
| 2007–2009 | Chuck                             | Bryce Larkin         | NBC         | 7 dílů                 |
| 2009–2014 | Ve službách FBI                   | Neal Caffrey         | USA Network | hlavní role, 81 dílů   |
| 2012      | Glee                              | Cooper Anderson      | FOX         | díl „Big Brother“      |
| 2013      | Úplně normální                    | Monty                | NBC         | díl „The Goldie Rush“  |
| 2014–2015 | American Horror Story: Freak Show | Andy                 | FX          | díl: „Růžové košíčky“  |
| 2015–2016 | American Horror Story: Hotel      | Donovan              | FX          | hlavní role, 9 dílů    |
| 2016–2017 | The Last Tycoon                   | Monroe Stahr         | Prime Video | 9 dílů                 |
| 2018      | Titans                            | Larry Trainor (hlas) | DC Universe | díl: „Doom Patrol“     |
| 2018      | Will a Grace                      | McCoy Whitman        | NBC         | 4 díly                 |
| 2019–2023 | Doom Patrol                       | Larry Trainor        | DC Universe | hlavní role            |
| 2020      | Hříšná duše                       | Jamie Burns          | USA Network | 8 dílů                 |
| 2021      | American Horror Stories           | 2 díly               |             |                        |

### Ocenění
- 2015: Zlatý glóbus za nejlepší mužský herecký výkon ve vedlejší roli v TV filmu nebo minisérii za Stejná srdce / The Normal Heart[11]